# Elka Graham
Elka Graham (Sídney, Australia, 20 de octubre de 1981) es una nadadora australiana retirada especializada en pruebas de estilo libre media distancia, donde consiguió ser subcampeona mundial en 2003 en los 4 × 200 metros estilo libre.

## Carrera deportiva
En el Campeonato Mundial de Natación de 2003 celebrado en Barcelona ganó la medalla de plata en los relevos de 4 × 200 metros estilo libre, con un tiempo de 7:58.42 segundos, tras Estados Unidos (oro con 7:55.70 segundos) y por delante de China (bronce con 7:58.53 segundos).